# Abatsky (huyện)
Huyện Abatsky (tiếng Nga: ? райо́н) là một huyện hành chính tự quản (raion), của Tỉnh Tyumen, Nga. Huyện có diện tích 4132 km². Trung tâm của huyện đóng ở Abatsky.